# Усміхайся
«Усміхайся» (англ. Smile) — американський фільм жахів 2022 року, повнометражний деб'ют режисера Паркера Фінна, в основу якого лягла його короткометражка 2020 року «Лора не спала». Созі Бейкон виконала роль терапевтки Роуз Коттер, яка, ставши свідком дивного самогубства пацієнта, проходить через дедалі тривожніші та страшніші події, які змушують її повірити в те, що вона стикнулась з надприродними силами. У фільмі також знялись Джессі Т. Ашер, Кайл Галлнер, Кейтлін Стейсі, Кел Пенн та Роб Морган.
Повнометражна адаптація короткометражки Фінна була анонсована в червні 2020 року. В жовтні 2021 завершено підбір акторського складу і розпочато знімання в Нью-Джерсі. Спершу фільм планували транслювати на сервісі Paramount+, однак після успішних тестових показів студія вирішила випустити фільм в кінотеатрах. Світова прем'єра картини відбулась 22 вересня 2022 року на фестивалі Fantastic Fest в Техасі, прем'єра в США — 30 вересня 2022 року компанією Paramount Pictures, в Україні — 29 вересня 2022 року.
Фільм отримав загалом позитивні відгуки від критиків, які високо оцінили скримери та акторську гру Бейкон, хоча деякі відзначали схожість з іншими фільмами жахів, такими як «Воно» (2014) та «Дзвінок» (2002). Картина здобула касовий успіх, зібравши 210 мільйонів доларів при бюджеті в 17 мільйонів доларів.

## Сюжет
Психіатр Роуз Коттер перевантажена роботою та потерпає від стресу. Після того, як заснула на роботі, наступного дня їй доводиться провести бесіду з Лаурою Вівер — аспіранткою, яка стала свідком самогубства свого наукового керівника. Лаура стверджує, що якась сутність з'являється їй у подобі усміхнених людей і пророкує їй смерть. Потім Лауру охоплюють судоми і поки Роуз викликає санітарів, Лаура, посміхаючись, розрізає собі шию осколком квіткового горщика. Колеги вимагають знайти раціональне пояснення, щоб розповісти про смерть пацієнтки її родині.
Пізніше Роуз бачить як пацієнт Карл посміхається і кричить, що вона помре. Роуз кличе санітарів, які виявляють, що Карл спав. Начальник психіатричної лікарні, доктор Морган Десаї, дає Роуз тиждень відпустки.
Удома Роуз бачить усміхнену Лауру. Намагаючись знайти розумне пояснення, вона каже своєму нареченому Тревору та сестрі Голлі, що запрацювалася. Роуз забуває про день народження сина Голлі, тому швидко купує йому іграшковий потяг. Але в коробці замість іграшки виявляється зарізаний кіт. Роуз запевняє гостей, що не робила цього, падає на стіл і ранить собі руки.
Прагнучи довести свою невинність, Роуз відвідує доктора Медлін Норткотт, яка припускає, що проблеми Роуз походять від її спогадів про жорстоку психічно хвору матір, котра вчинила самогубство, коли Роуз було 10 років.
Не довіряючи Медлін, Роуз переглядає відео про керівника Лаури та зауважує, що той посміхався перед смертю. Щоб дізнатися більше деталей, Роуз відвідує його вдову Вікторію. Та розповідає, що її чоловік бачив якусь потвору і це почалося після того, як він став свідком самогубства жінки на конференції. Роуз хоче розпитати про деталі, але це розлючує Вікторію і вона проганає гостю.
Роуз просить свого колишнього хлопця Джоела, поліцейського детектива, переглянути протоколи про схожі самогубства. Вони знаходять серію випадків, коли хтось був свідком самогубства, а потім через кілька днів накладав на себе руки в присутності іншого свідка.
Тоді Роуз відвідує Голлі та розповідає їй про своє відкриття. Однак, Голлі пояснює це впливом почуття провини за смерть матері. Несподівано Голлі посміхається та намагається схопити Роуз.
Джоел розповідає, що всі учасники серії самогубств вкоротили собі віку впродовж тижня після того, яка бачили чужу смерть. Винятком є Роберт Теллі, який натомість когось убив, а свідок убивства продовжив серію самогубств. Роуз і Джоел відвідують Роберта у в'язниці, де вбивця стверджує, що бачив сутність, яка йому посміхалася. Єдиний спосіб врятуватися від неї — це вбити когось на очах у свідків, і зробити це жорстоко, щоб завдати серйозної психологічної травми, якою сутність живиться. Потім Роберт розуміє, що Роуз теж бачила сутність, і репетує, щоб вона забралася геть.
Роуз відмовляється вбивати кого-небудь. Вдома вона стикається з сутністю у формі Медлін, яка каже, що «майже час». Роуз їде до своєї лікарні, взявши ножа, та вбиває Карла на очах у Моргана, щоб позбутися прокляття. Але це виявляється галюцинація, насправді Роуз тільки-но приїхала до лікарні і Морган намагається її спинити.
Намірена перервати самогубства, Роуз їде до занедбаного будинку, в якому жила колись із матір'ю. Вона пригадує, що покинула матір, хоча та просила викликати швидку. Сутність постає в подобі матері, винить Роуз у байдужості та стає дедалі потворнішою. Коли сутність намагається схопити її, Роуз підпалює істоту гасовим ліхтарем. Вона їде до Джоела, і він втішає її словами, що «буде з нею довіку». Коли Джоел посміхається, Роуз розуміє, що все ще перебуває в будинку. Сутність скидає шкіру та стає величезною потворою з багатьма щелепами. Істота роздирає Роуз рота і залазить всередину її тіла.
Джоел, відстеживши телефон Роуз, знаходить будинок і виявляє всередині усміхнену Роуз. Вона обливає себе бензином і підпалює, за чим Джоел безпорадно спостерігає.

## Акторський склад
- Созі Бейкон — доктор Роуз Коттер
  - Меган Браун Пратт — 10-річна Роуз
- Кайл Галлнер — Джоел
- Кейтлін Стейсі — Лаура Вівер
- Джессі Т. Ашер — Тревор
- Роб Морган — Роберт Теллі
- Кел Пенн — доктор Морган Десай
- Робін Вайгерт — доктор Медлін Норткотт
- Джуді Реєс — Вікторія Муньос
- Джилліан Зінзер — Голлі
- Дора Кішш — мама
- Кевін Кеппі — мама з кошмару
- Нік Арапоглу — Грег
- Сара Капнер — Стефані
- Джек Соше — Карл Ренкен
- Марті Матуліс — монстр з усмішкою

## Сприйняття
На агрегаторі рецензій Rotten Tomatoes фільм отримав 79 % схвальних відгуків на основі 169 оглядів з середньою оцінкою 6,7/10. На сайті Metacritic фільм отримав середню оцінку 68 зі 100, базуючись на 31 огляді, завдяки чому потрапив у категорію фільмів з «загалом схвальними відгуками». Опитування аудиторії CinemaScore показало середню оцінку «B–» по шкалі від A+ до F, в той час як відвідувачі PostTrak залишили 69 % позитивних відгуків, 53 % опитаних вказали що гарантовано рекомендують фільм.
Згідно з Амоном Верманном із «Empire», «Це подорож, у якій досліджується вплив дитячої травми на наше доросле „я“». Фільм мало говорить про психічне здоров'я та стигми, пов'язані з ним, натомість жахає глядачів персонажами, які викривлюють свої обличчя в гротескних посмішках. Фільм виграє від Созі Бейкон, яка показує Роуз істерично, але правдоподібно.
Кларисса Логрі з «Independent» критикувала, що «Усміхайся» надто схожий на сотні інших фільмів жахів. «Враховуючи, що кожен фільм жахів сьогодні, здається, „про травму“, „Усміхайся“ хибує на те, що ніколи не виходить за межі основ — що травма породжує травму, і якщо її не контролювати та не вивчати, вона може поглинути життя людини». Центральна таємниця фільму надто очевидна і оригінальна короткометражка краще показує проникнення уяви в реальність.